# ジョー・ガンケル
ジョセフ・ディロン・ガンケル（Joseph Dillon "Joe" Gunkel、1991年12月30日 - ）は、アメリカ合衆国フロリダ州パームビーチ郡ボイントンビーチ出身のプロ野球選手（投手）。右投右打。現在はフリーエージェント。

## 経歴

### マイナーリーグ時代

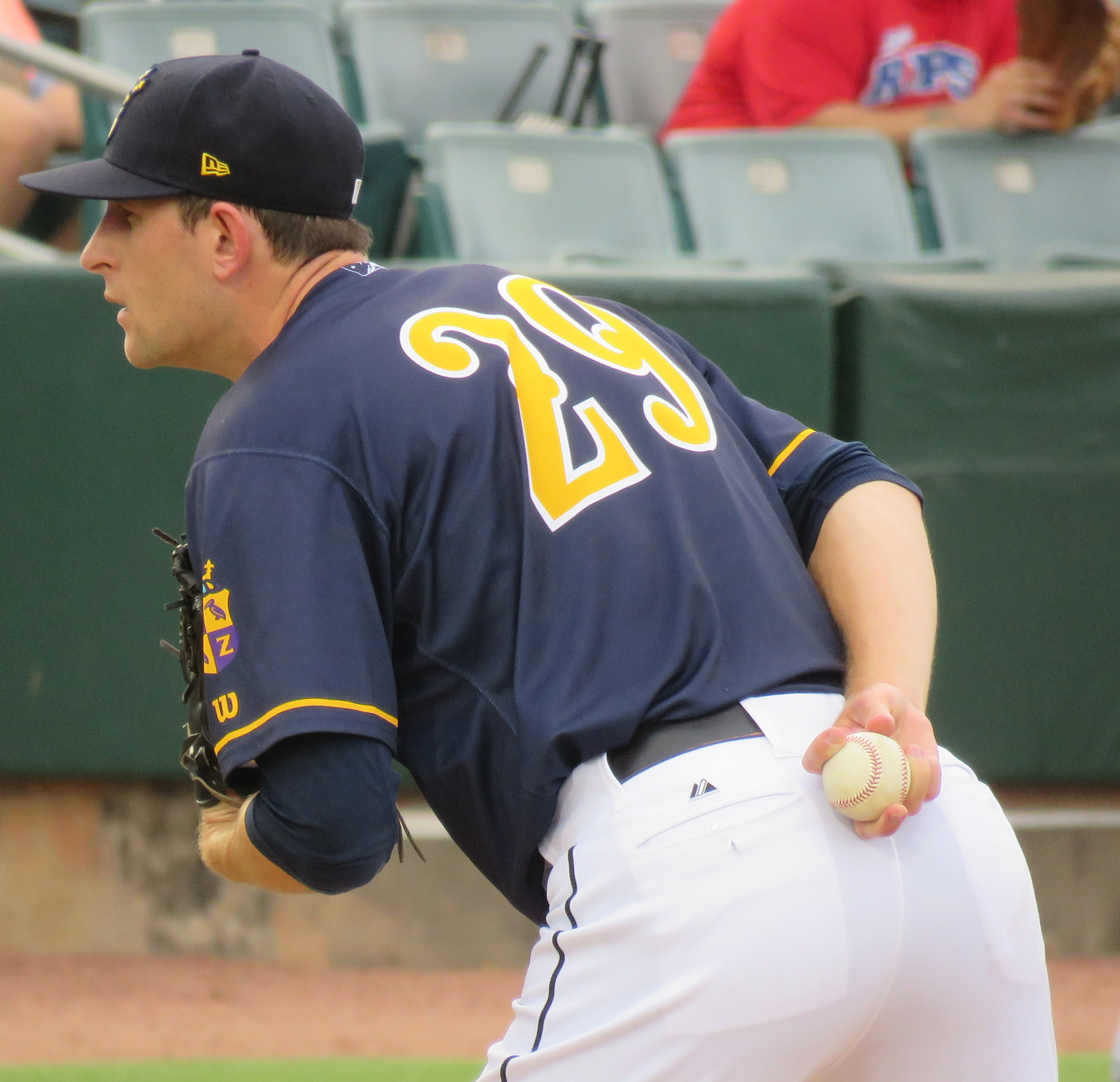
AAA級ニューオーリンズ時代
（2019年6月21日）

2013年のMLBドラフト18巡目（全体533位）でボストン・レッドソックスから指名され、2013年～2019年はマイナーリーグベースボール(MiLB)に所属し、7年間で計4球団（階級別を含めると15チーム）を渡り歩いた。MiLBの安い給料を補うために、オフシーズンにはニュージャージー州の高校で臨時教員をするなどして過ごした。

### 阪神時代
2019年12月15日、NPBの阪神タイガースと1年契約で合意したことが発表された。推定年俸は50万ドル（約5500万円）。背番号は49。
2020年は開幕ローテーションに名前を連ねるも、6月24日の対東京ヤクルトスワローズ戦（明治神宮野球場）でシーズン初先発すると4回3失点で敗戦投手となり、試合後に二軍降格が決まった。二軍降格と同時にリリーフへ転向し、一軍再昇格後は中継ぎとして11ホールドを記録したほか、シーズン終盤は再び先発としても起用された。最終的に28試合に登板して防御率3.18、2勝4敗を記録した。シーズン終了後、球団から1年契約で残留することが発表された。推定年俸は75万ドル（7880万円）。
2021年も先発として開幕ローテーションに入り、開幕カード3試合目となる3月28日の対ヤクルト戦（神宮）で先発として初勝利を挙げる。これを皮切りに安定した投球を続け、6月24日の対中日ドラゴンズ戦（バンテリンドーム ナゴヤ）まで無傷の6連勝を達成する。7月14日の対横浜DeNAベイスターズ戦（阪神甲子園球場）で敗戦投手となったことで連勝は止まったものの、ジーン・バッキーの9連勝（1964）、トレイ・ムーアの7連勝(2003)に次ぐ球団外国人単独3位の開幕連勝記録を築いた。9月26日の対読売ジャイアンツ戦（東京ドーム）で6回を1失点と好投し勝ち投手となったことで、所属球団を除くセ・リーグ全5球団から勝利を挙げたこととなった。シーズン終了後、球団から1年契約で残留することが発表された。推定年俸は150万ドル（1億7000万円）。特に中日に対しては3戦3勝、防御率0.46と無類の強さを誇った。
2022年は、シーズン初登板となった4月3日の巨人戦で、初回に中田翔に満塁本塁打を打たれ4回4失点で降板した。6月2日の対西武戦では猛打賞を記録して6-1で勝利投手となる。しかし、夏場以降は不調に陥り、8月以降は一軍登板無しに終わる。その後10月28日に阪神球団より2023年シーズンの契約を結ばないと発表。12月2日に自由契約公示された。

### ソフトバンク時代
2022年12月20日、福岡ソフトバンクホークスへの入団が発表された。背番号は27。
先発ローテの一角として期待されたが、5試合に登板し、0勝1敗、防御率5.82と成績を残せず、オフの12月1日に、自由契約となった。

### ツインズ傘下時代
2024年2月3日にミネソタ・ツインズとマイナー契約を結んだ。3Aリーグで9試合に登板して0勝5敗、防御率10.54という成績で5月19日に放出された。

## 選手としての特徴
196cmの高身長とサイドスロー気味のスリークォーターから最速151km/hのツーシームに加え、スライダー、スプリット、シンカーなどを投げ分ける。元々は奪三振率の高い速球派だったが、2016年からツーシームを主体としたゴロを打たせる投球スタイルとなったグラウンドボールピッチャーで、マイナー通算では与四球率1.5という数字を誇る抜群の制球力が武器。来日1年目には対右打者の被打率が.219に対して対左打者では.290と左打者を苦手とする傾向を見せていたが、2年目には大きく改善を見せ、左右同程度の被打率となっている。
投球の際に体の芯がブレないフォームは中田良弘から「理想的」と評されている。

## 人物
- 愛称は「ガンク」[22]、「ガンケル先生」[23]。「ガンケル先生」という愛称の由来は、教員としての勤務経験があることや[24]、チームメイトに対して献身的なアドバイスをすることなどから[25][26]。マイナーリーグ時代の年俸は1万5000ドル（当時約162万円）と非常に薄給であり、給料の発生しないオフの期間は教師である妻の伝手で臨時教員として勤務していた[27]。
- 2022年6月16日に娘が生まれたことを発表した[28]。

## 詳細情報

### 年度別投手成績
| 年 度     | 球 団        | 登 板 | 先 発 | 完 投 | 完 封 | 無 四 球 | 勝 利 | 敗 戦 | セ 丨 ブ | ホ 丨 ル ド | 勝 率 | 打 者 | 投 球 回 | 被 安 打 | 被 本 塁 打 | 与 四 球 | 敬 遠 | 与 死 球 | 奪 三 振 | 暴 投 | ボ 丨 ク | 失 点 | 自 責 点 | 防 御 率 | W H I P |
| --------- | ------------ | ----- | ----- | ----- | ----- | -------- | ----- | ----- | -------- | ----------- | ----- | ----- | -------- | -------- | ----------- | -------- | ----- | -------- | -------- | ----- | -------- | ----- | -------- | -------- | ------- |
| 2020      | 阪神         | 28    | 6     | 0     | 0     | 0        | 2     | 4     | 0        | 11          | .333  | 232   | 56.2     | 54       | 6           | 13       | 1     | 3        | 39       | 0     | 0        | 21    | 20       | 3.18     | 1.18    |
| 2021      | 阪神         | 20    | 20    | 0     | 0     | 0        | 9     | 3     | 0        | 0           | .750  | 465   | 113.0    | 99       | 10          | 24       | 1     | 3        | 87       | 0     | 0        | 39    | 37       | 2.95     | 1.09    |
| 2022      | 阪神         | 16    | 16    | 1     | 0     | 1        | 5     | 5     | 0        | 0           | .500  | 372   | 92.1     | 80       | 6           | 16       | 1     | 3        | 52       | 1     | 0        | 32    | 28       | 2.73     | 1.04    |
| 2023      | ソフトバンク | 5     | 3     | 0     | 0     | 0        | 0     | 1     | 0        | 0           | .000  | 80    | 17.0     | 21       | 3           | 5        | 0     | 2        | 11       | 0     | 0        | 14    | 11       | 5.82     | 1.53    |
| 通算：4年 | 通算：4年    | 69    | 45    | 1     | 0     | 1        | 16    | 13    | 0        | 11          | .552  | 1149  | 279.0    | 254      | 25          | 58       | 3     | 11       | 189      | 1     | 0        | 106   | 96       | 3.10     | 1.12    |

- 2023年度シーズン終了時

### 年度別守備成績
| 年 度 | 球 団        | 投手  | 投手  | 投手  | 投手  | 投手  | 投手     |
| 年 度 | 球 団        | 試 合 | 刺 殺 | 補 殺 | 失 策 | 併 殺 | 守 備 率 |
| ----- | ------------ | ----- | ----- | ----- | ----- | ----- | -------- |
| 2020  | 阪神         | 28    | 5     | 11    | 0     | 3     | 1.000    |
| 2021  | 阪神         | 20    | 7     | 19    | 1     | 1     | .963     |
| 2022  | 阪神         | 16    | 4     | 22    | 6     | 3     | .813     |
| 2023  | ソフトバンク | 5     | 0     | 4     | 0     | 0     | 1.000    |
| 通算  | 通算         | 69    | 16    | 56    | 7     | 7     | .911     |

- 2023年度シーズン終了時
- 各年度の太字はリーグ最多

### 記録
初記録
投手記録
- 初登板・初先発登板：2020年6月24日、対東京ヤクルトスワローズ2回戦（明治神宮野球場）、4回3失点で敗戦投手
- 初奪三振：同上、2回裏に嶋基宏から見逃し三振
- 初ホールド：2020年7月31日、対横浜DeNAベイスターズ7回戦（阪神甲子園球場）、8回表に3番手で救援登板、1回無失点
- 初勝利：2020年9月10日、対横浜DeNAベイスターズ15回戦（横浜スタジアム）、6回裏に4番手で救援登板、1回3失点
- 初先発勝利：2021年3月28日、対東京ヤクルトスワローズ3回戦（明治神宮野球場）、6回無失点
- 初完投勝利：2022年6月12日、対オリックス・バファローズ3回戦（京セラドーム大阪）、9回1失点

打撃記録
- 初打席：2020年6月24日、対東京ヤクルトスワローズ2回戦（明治神宮野球場）、2回表にアルバート・スアレスから空振り三振
- 初安打：2020年10月3日、対読売ジャイアンツ18回戦（阪神甲子園球場）、3回表に畠世周から左中間二塁打
- 初打点：2022年6月2日、対埼玉西武ライオンズ3回戦（阪神甲子園球場）、4回裏に隅田知一郎から中越適時二塁打

### 背番号
- 49（2020年 - 2022年）
- 27（2023年）

### 登場曲
- 「Nobody's Home」ONE OK ROCK（2020年 - ）